# Gleisdreieck

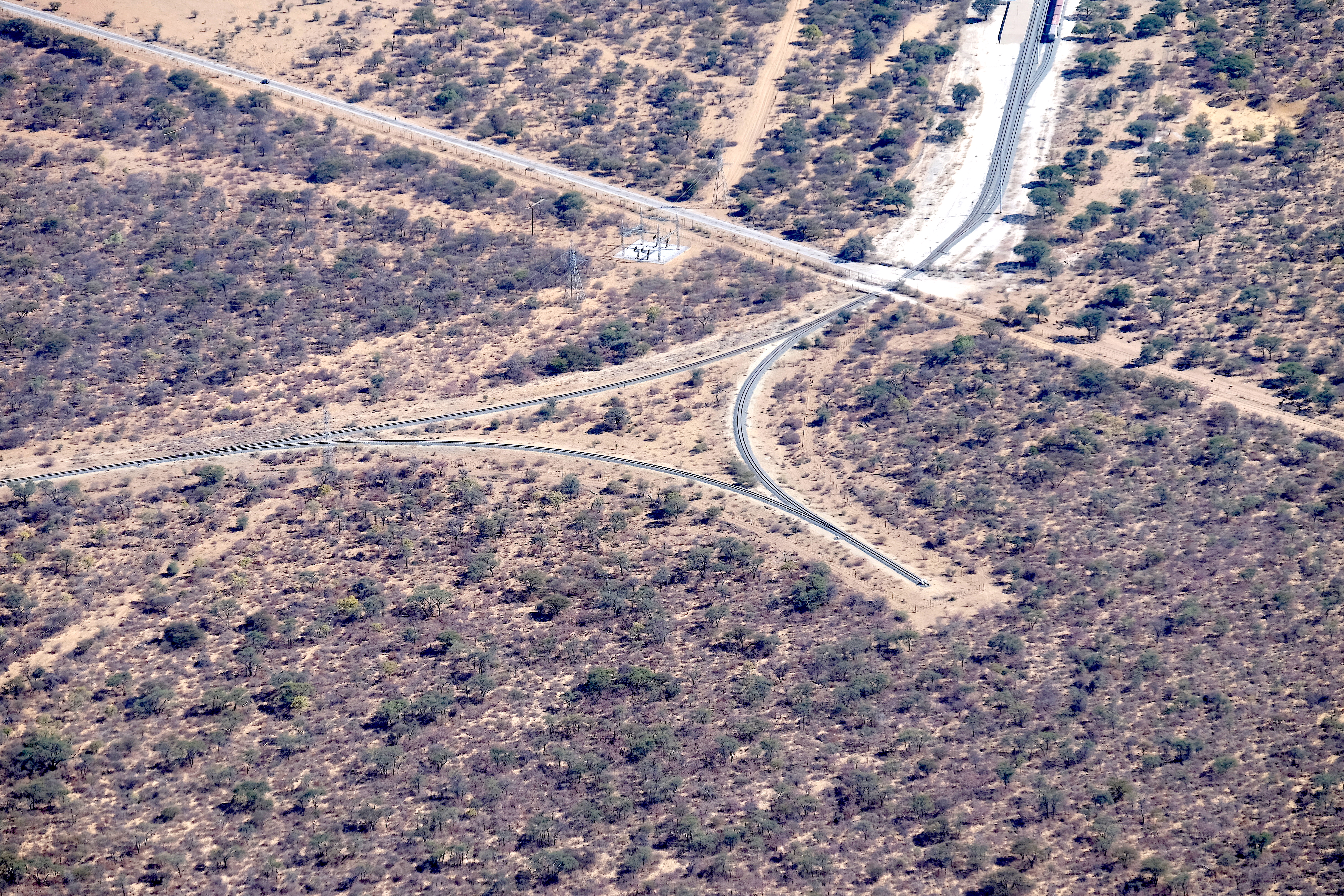
Funktionstüchtiges Gleisdreieck (Wendedreieck) im Anschluss an den Bahnhof in Oshivelo, Namibia
(Quer zum Bild verläuft ein Veterinärzaun)

Ein Gleisdreieck oder Bogendreieck ist eine Gleisanlage, bei der drei Strecken miteinander verbunden sind. Immer zwei der Strecken sind an jedem der drei Berührungspunkte mit einer Weiche verbunden. Die Anlage kann durch ein- oder mehrgleisige Strecken gebildet werden. Gleisdreiecke können sich bei Eisenbahnen ganz oder teilweise in einem Bahnhof oder auf freier Strecke befinden; sie werden dann in der Regel durch Abzweigstellen begrenzt.
Eine solche Gleisanlage kann als Wendedreieck, Wendegleisdreieck, Kehrdreieck, Dreieckskehre oder Y-Kehre auch als Wendeanlage benutzt werden, beispielsweise um Fahrzeuge mit nur einem Führerstand in die andere Richtung zu drehen. Diese Art des Fahrtrichtungswechsels kommt vorrangig in Straßenbahnbetrieben zum Einsatz.

## Auslegung bei Überkreuzung

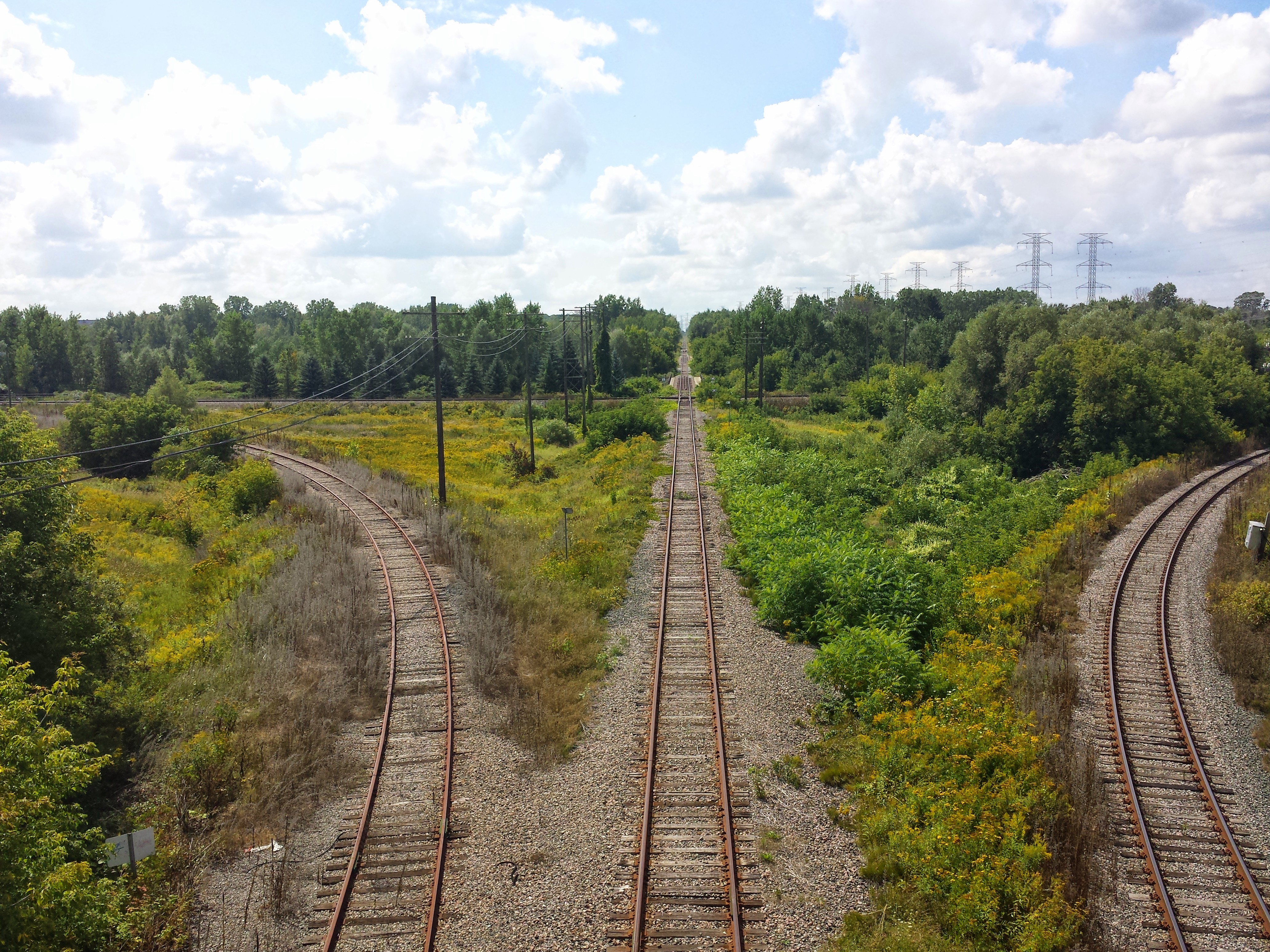
Das linke und rechte Gleis bilden mit der kreuzenden Strecke ein Gleisdreieck

Bei der Beteiligung mehrgleisiger Strecken ist zu unterscheiden zwischen
- niveaugleicher Auslegung (mit Fahrten-Ausschlüssen, aber platz- und kostengünstig) oder
- niveaufreier Auslegung (ohne Fahrten-Ausschlüsse, aber platz- und kostenintensiv, mit Überwerfung).

Davon hängt die Leistungsfähigkeit der Infrastruktur ab.
Beispiele:
- Das in Mannheim-Friedrichsfeld liegende Gleisdreieck Darmstadt/Mannheim/Heidelberg ist überall zweigleisig und außer in Richtung Heidelberg niveaugleich ausgelegt. Mannheim Friedrichsfeld-Süd ist ein Halt auf einer Kante des Gleisdreiecks.
- Das nördlich von Bruchsal liegende Gleisdreieck Heidelberg/Karlsruhe/Schnellfahrstrecke Stuttgart ist nur Richtung Heidelberg niveaufrei und an der gegenüberliegenden Kante nur eingleisig ausgelegt.
- Im Bogendreieck Werdau laufen drei zweigleisige Hauptbahnen niveaugleich zusammen.

## Eisenbahn

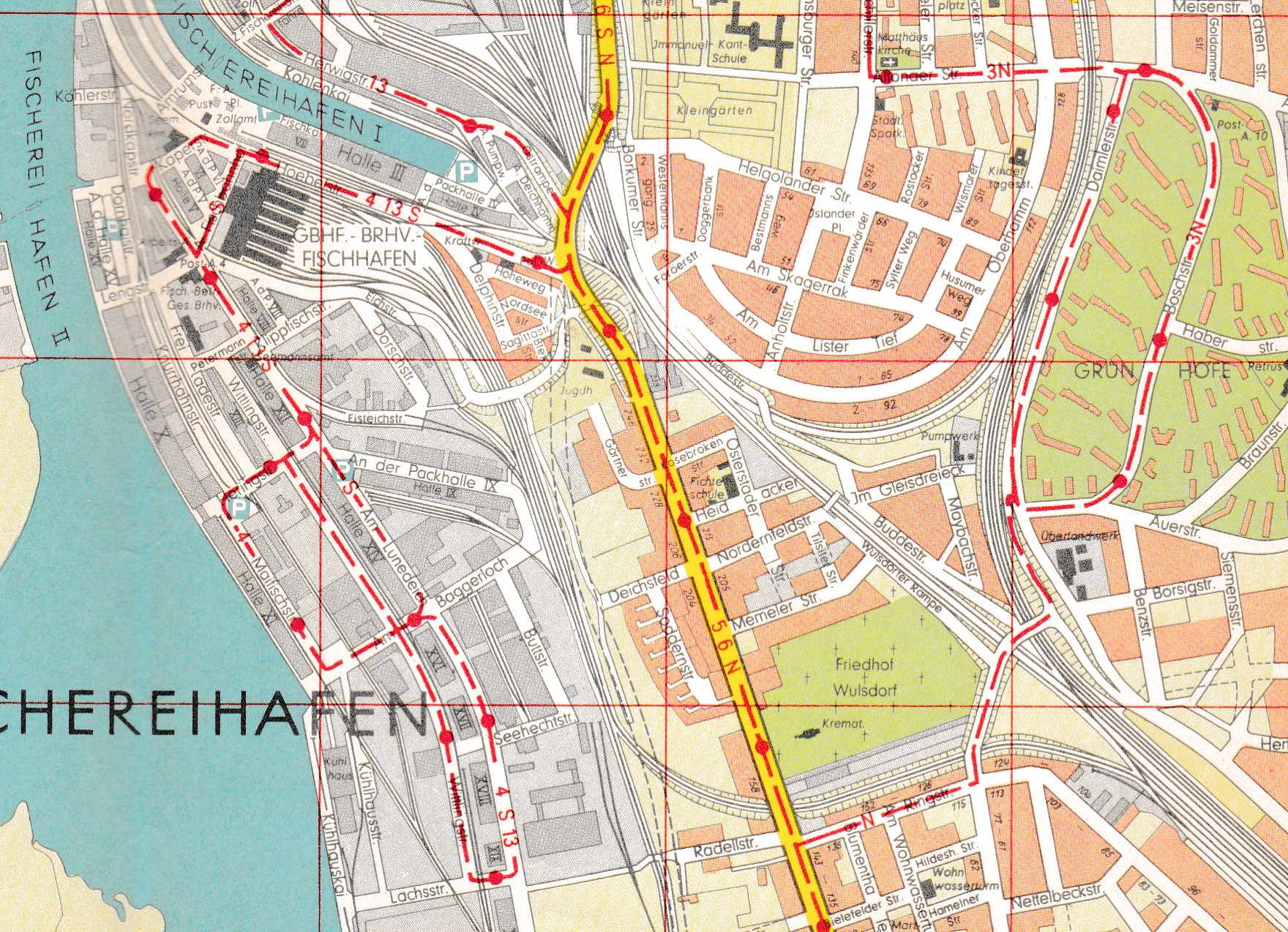
Gleisdreieck in Bremerhaven

An Stellen, wo eine wichtige Bahnstrecke in eine andere einmündet und es erforderlich ist, dass Züge ohne einen zeitraubenden Fahrtrichtungswechsel im Abzweigbahnhof auf die einmündende Strecke übergehen können, wurden häufig Bogendreiecke angelegt. Züge können darüber noch vor Erreichen der Streckenzusammenführung auf eine Verbindungskurve abzweigen und so auf die andere Bahnstrecke gelangen. Wenn an allen drei Enden des Bogendreiecks Bahnhöfe liegen, können diese Anlagen zum Drehen von Zügen genutzt werden („Drehfahrt“).
Gelegentlich verkehren Reisezüge in „umgekehrter Reihung“, weil sie z. B. bei einer vorangegangenen Umleitung „Kopf machen“ mussten. Diese müssen dann in einem großräumigen Gleisdreieck gewendet werden, um für die folgende Leistung wieder richtig zu stehen, z. B. die ICE 1 auf den deutschen Nord-Süd-Linien, bei denen die erste Klasse auf der Südseite laufen soll. Wegen der erforderlichen Behandlungen und der verfügbaren Zeit zwischen zwei Leistungen sind Drehfahrten jedoch meist erst in der nächtlichen Betriebspause möglich.

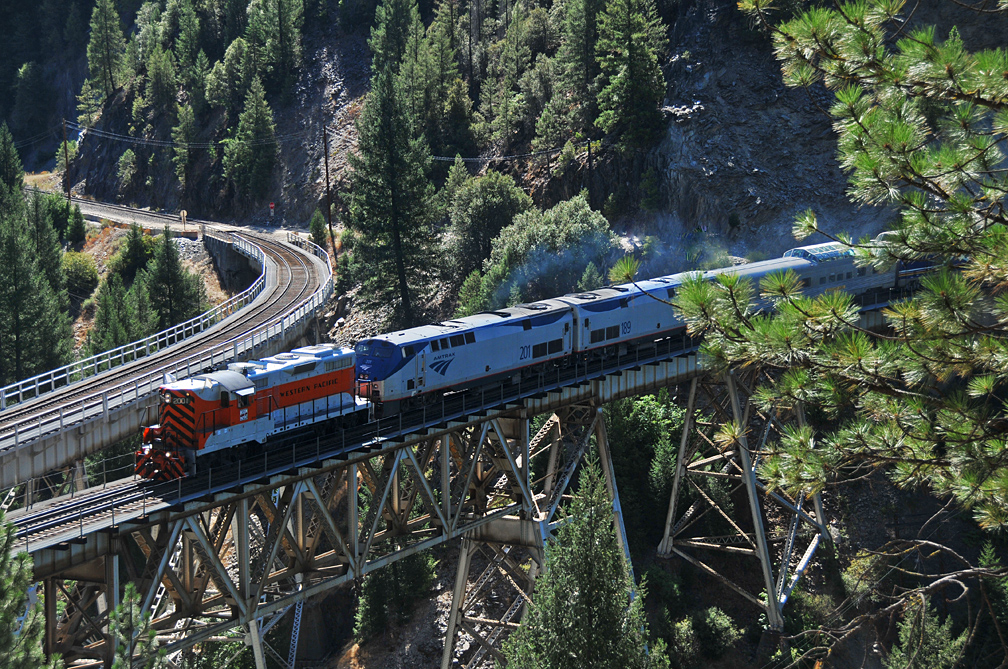
Das Keddie Wye in Kalifornien

In Westsachsen ist das auf freier Strecke liegende Bogendreieck Werdau von überregionaler Bedeutung für die Bahnhöfe Plauen (Vogtl) ob Bf und Zwickau (Sachs) Hbf. Auch die Bahnstrecke Jüterbog–Röderau besitzt ein Bogendreieck für Fahrten in Richtung Dresden und Riesa, das durch den Bahnhof Röderau sowie die Abzweigstellen Röderau Bogendreieck und Zeithain Bogendreieck begrenzt wird. Das Keddie Wye in Kalifornien ist ein Bogendreieck aus zwei Brücken und einem Tunnel, das in der Sierra Nevada auf etwa 1000 Meter Höhe die Gateway Subdivision der BNSF Railway mit der Feather River Route der Union Pacific Railroad verbindet.
Im 19. Jahrhundert wurden die Gleise der West London Line mit jenen der District Line verbunden, so entstand zwischen ihnen ein 6 acre großes Dreieck. Dieses Gleisdreieck wurde durch das Earls Court Exhibition Centre überbaut.
Aber auch Wendedreiecke wurden bei der Eisenbahn in Bahnbetriebswerken oder Güterbahnhöfen angelegt. Dabei wurde in der Regel von einem durchgehenden geraden Gleis unter Einsatz von drei Weichen ein rechtwinklig zum geraden Gleis errichtetes Stumpfgleis über zwei möglichst symmetrische Gleisbögen angebunden. Diese Gleisdreiecke dienten dem „Wenden“ speziell von Schlepptenderlokomotiven, die nicht regulär in Rückwärtsfahrt im Zugdienst eingesetzt werden konnten, und wurden daher in der Nähe von Betriebsstellen benötigt, an denen Züge enden oder beginnen. Aufgrund des relativ großen Platzbedarfes sind als Wendeanlage angelegte Gleisdreiecke in Deutschland  selten. Mit Einführung von Drehscheiben in den Bahnbetriebswerken wurden sie weitgehend entbehrlich. Eine noch seltenere (und erheblich aufwändigere) Variante mit gleicher Funktion sind Gleisfünfecke, deren Platzbedarf zwischen dem von Gleisdreieck und Drehscheibe liegt.

## U-Bahn

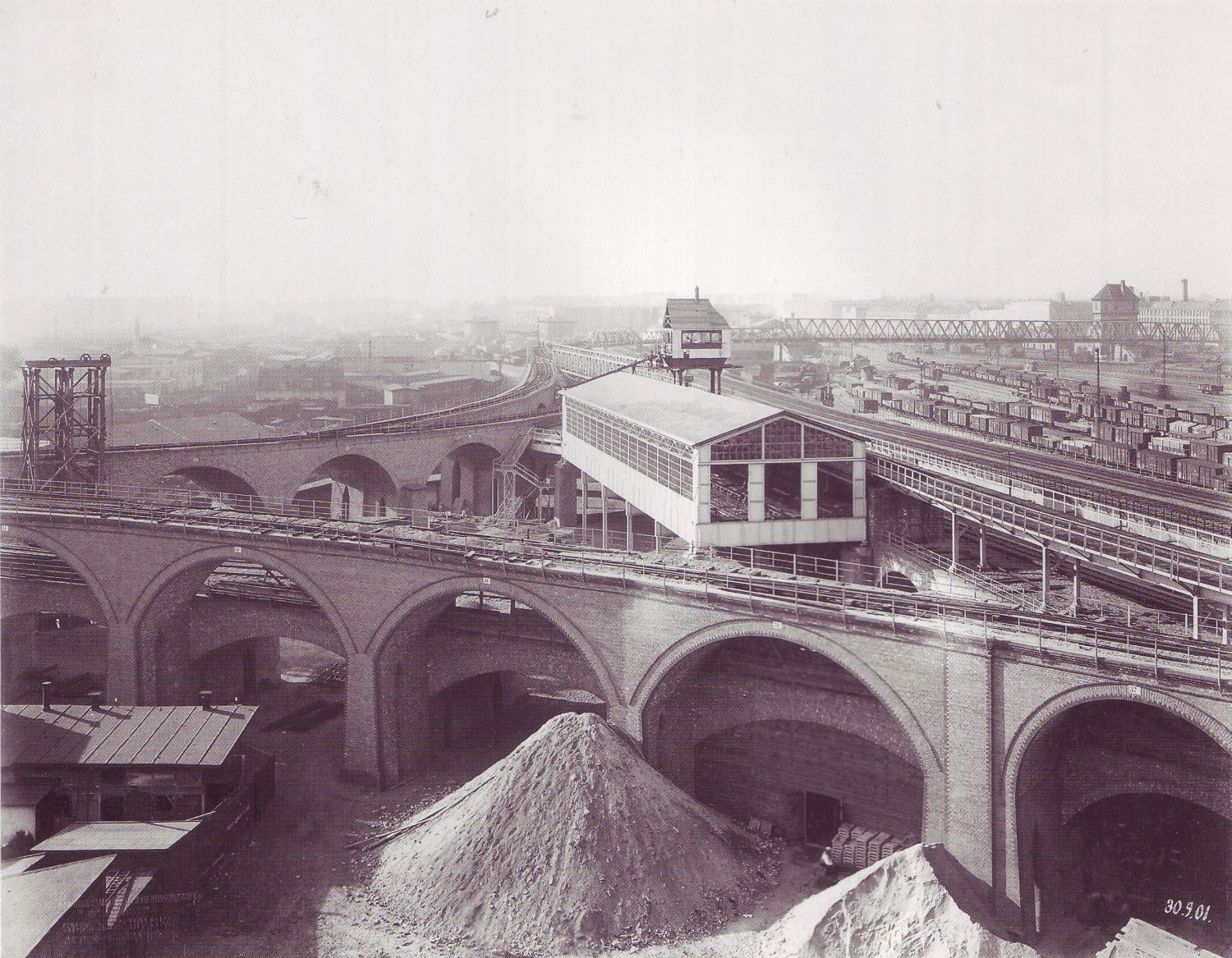
U-Bahnhof Gleisdreieck in Berlin (1901)

Auch bei U-Bahnen können Gleisdreiecke vorkommen. Am bekanntesten ist bis heute der U-Bahnhof Gleisdreieck in Berlin, obwohl es das namensgebende Gleisdreieck schon seit dem Umbau des Bahnhofs im Jahre 1912 nicht mehr gibt.

## Straßenbahn
Wie bei der Eisenbahn werden durch ein Gleisdreieck drei Strecken so miteinander verbunden, dass alle Fahrbeziehungen möglich sind. Neben komplett zweigleisig ausgebauten Gleisdreiecken sind auch verschiedene Varianten gebaut worden (teilweise oder komplett eingleisig; sowohl mit als auch ohne Ausweichen in den Schenkeln).

## Wendedreieck

Funktionsweise eines Wendedreiecks

Eine Sonderform ist das meist eingleisige Wendedreieck, das hauptsächlich zum Wenden von Einrichtungsfahrzeugen dient und entweder als Zwischenendstelle dient oder den Streckenabschluss darstellt. Wendedreiecke wurden meist in Straßenzügen angelegt, wo aus Platzgründen keine Wendeschleife möglich war (z. B. Magdeburg-Diesdorf, 2001 durch Wendeschleife ersetzt) oder entstanden durch Rückbau eines Gleisdreiecks nach Stilllegung einer dort angeschlossenen Strecke (z. B. in Leuna), bzw. von betrieblich nicht mehr benötigten Wendeschleifen, um so in Ausnahmefällen (Unfall etc.) zu wenden (München, Wettersteinplatz und Zirkus Krone). Es gibt aber auch Wendedreiecke außerhalb des Straßenraumes (Görlitz Landeskrone). Wendedreiecke sind meist so angelegt, dass die Züge erst an ihnen vorbeifahren (1), dann rückwärts (2) in das Stumpfgleis hinein- und anschließend vorwärts (3) wieder herausfahren. Bei der Rückwärtsfahrt steuert der Fahrer meist von einem Hilfsführerstand am hinteren Ende des Wagens bzw. Zuges oder es wird ein Rangierer benötigt.
Bei Baumaßnahmen mit Streckenunterbrechung werden Gleisdreiecke und provisorisch errichtete Wendedreiecke auch als Wendemöglichkeiten für Einrichtungswagen eingesetzt.
Nachdem früher Wendedreiecke zunehmend abgebaut oder außer Betrieb genommen wurden (z. B. in Augsburg), sind in den letzten Jahren z. B. in Rotterdam und München neue gebaut worden; letztere werden jedoch nur bei Umleitungen u. ä. benutzt.
Beispiele für Wendedreiecke:
- Straßenbahn Potsdam: Linie 93 – Glienicker Brücke
- Straßenbahn Szeged: Linie 3F – Fonógyári ut, Linie 3V – Vadaspark und Linie 4 – Kecskés
- Straßenbahn Leipzig: Am Stannebeinplatz und in der Waldbaurstraße in Schönefeld, gebaut 2001 für den Neubau einer Brücke und danach dauerhaft für Umleitungen und Bauzustände belassen

Ehemalige Wendedreiecke:
- Straßenbahn Augsburg: Linie 2 – Kriegshaber (im Zuge der Verlängerung bis P+R Augsburg-West wurde dieses aufgelassen)
- Straßenbahn Frankfurt am Main: Linie 16 – Offenbach Stadtgrenze
- Straßenbahn Frankfurt am Main: Linie 13 – Röderbergweg (im Zuge der Bauarbeiten an der Verlängerung C-Strecke der U-Bahn Frankfurt nach Enkheim wurde dieses aufgelassen)
- Straßenbahn Frankfurt am Main: Linie 11 – Schießhüttenstraße
- Straßenbahn Leipzig: die letzten im Planbetrieb genutzten Gleisdreiecke waren die Endstellen Knautkleeberg und Wiederitzsch, deshalb verkehrten die Wagen der Bauarten T6A2 und B6A2, LVB-Typen 35 und 67, mit Hilfsfahrschaltern an den hinteren Enden auf den betroffenen Linien 3 und 16.

## Modellbahn
Im Modellbahn-Betrieb im Zweischienen-Zweileiter-System (siehe auch Antriebssysteme der Modelleisenbahn) kann bei eingleisigen Strecken ein Gleisdreieck, wie auch bei den Wendeschleifen, nur mit zusätzlicher Schaltungstechnik realisiert werden. Andernfalls werden die beiden Leiter, also die beiden Schienen, über kreuz zusammengeführt, und es entsteht ein Kurzschluss. Bei analoger Steuerung wird dieses Problem am einfachsten gelöst, indem ein Gleisabschnitt elektrisch von den anderen Gleisen getrennt und über einen Polwendeschalter mit Strom versorgt wird. Polwendeschalter bedingen einen kurzen Halt des Zuges. Der getrennte Gleisabschnitt kann auch über Dioden mit Strom versorgt werden. Ein Halt kann vermieden werden, wenn die Dioden als Gleichrichter (in Graetz-Schaltung) geschaltet werden und beim Durchfahren des Gleisabschnittes am Transformator die Fahrtrichtung gewechselt wird. Wenn das Wechseln der Fahrtrichtung am Transformator vergessen wird, kommt es zu einem Kurzschluss. Komplexere Lösungen verwenden Relais oder elektronische Schaltungen. Bei digitaler Steuerung bieten die Hersteller so genannte „Kehrschleifenmodule“ an. Solch ein Kehrschleifenmodul versorgt einen elektrisch von den anderen Gleisen getrennten Abschnitt.